# 河内川 (平塚市)
河内川（こうちがわ）は、神奈川県平塚市を流れる金目川水系の二級河川（上流部は準用河川）である。

## 地理
神奈川県平塚市広川の五領ヶ台高校付近に源を発する。県道公所大磯線と平行しながら平塚市山下で金目川（花水川）に合流する。
根坂間橋より下流が二級河川、上流側は平塚市管理の準用河川である。水源のある丘陵に造成中のめぐみが丘団地をはじめ、高村団地、日向岡など大規模な住宅地が流域に造成されている。近年上流の取水口を常時開放して水質の浄化を図ると共に、流域にある平塚市立旭小学校の学童らによるアジサイの植栽で環境の美化が進められている。

## 橋梁
川幅が狭く、住宅地を流れるため他にも小さな橋が多くある。
- 鎌倉橋
- 根坂間橋
- 第二大町橋
- 東海道新幹線高架
- 第一大町橋
- 大町橋
- 宮の前橋
- 蔵の前橋
- 河内橋
- 緑橋
- 万年橋
- 美津橋
- 神明橋
- 山下サイクリング橋